# クラーク郡 (アラバマ州)
クラーク郡（クラークぐん、英: Clarke County）は、アメリカ合衆国アラバマ州にある郡である。ジョージア州出身の将軍、ジョン・クラークから名前を付けられた。2000年現在の人口は27,867人である。郡庁所在地は、グローヴヒルである。

## 歴史
クラーク郡は、1812年12月10日に設立された。1979年9月、ハリケーン・フレデリックがクラーク郡を通過し、多大な損害を与えた。

## 地理
アメリカ合衆国統計局によると、この郡は総面積3,244 km2 (1,253 mi2) である。このうち3,207 km2 (1,238 mi2) が陸地で37 km2 (14 mi2) が水地域である。総面積の1.13%が水地域となっている。

## 人口動勢

クラーク郡の人口ピラミッド（2000年）

2000年現在の国勢調査で、この郡は人口27,867人、10,578世帯、7,700家族が暮らしている。人口密度は9/km2 (22/mi2) である。4/km2 (10/mi2) の平均的な密度に12,631軒の住宅が建っている。この郡の人種的な構成は白人55.94%、アフリカン・アメリカン43.02%、先住民0.22%、アジア0.16%、太平洋諸島系0.00%、その他の人種0.16%、及び混血0.49%である。人口の0.65%はヒスパニック及びラテン系である。
10,578世帯のうち、35.40%が18歳未満の子供と一緒に生活しており、53.90%は夫婦で生活している。15.70%は未婚の女性が世帯主であり、27.20%は家族以外の住人と同居している。25.50%は独身の居住者が住んでおり、11.90%は65歳以上で独身である。1世帯の平均人数は2.60人であり、家庭の場合は、3.13人である。
この郡内の住民は28.00%が18歳未満の未成年、18歳以上24歳以下が8.50%、25歳以上44歳以下が27.50%、45歳以上64歳以下が22.50%、及び65歳以上が13.50%にわたっている。中央値年齢は36歳である。女性100人ごとに対して男性は89.70人である。18歳以上の女性100人ごとに対して男性は84.60人である。
この郡の世帯ごとの平均的な収入は27,388米ドルであり、家族ごとの平均的な収入は34,546米ドルである。男性は34,111米ドルに対して女性は19,075米ドルの平均的な収入がある。この郡の一人当たりの収入 (per capita income) は14,581米ドルである。人口の22.60%及び家族の18.10%は貧困線以下である。全人口のうち18歳未満の29.60%及び65歳以上の23.80%は貧困線以下の生活を送っている。

## 市町村
- コーヒービル (Coffeeville)
- フルトン (Fulton)
- グローヴヒル (Grove Hill)
- ジャクソン (Jackson)
- トーマスビル (Thomasville)